# 五象湖站
五象湖站位於中华人民共和国广西壮族自治区南宁市良庆区玉洞大道与平乐大道交叉口地下，是南宁轨道交通3号线的地铁车站，该站于2019年6月6日开通运营。该站因位于五象湖公园东南角而得名。

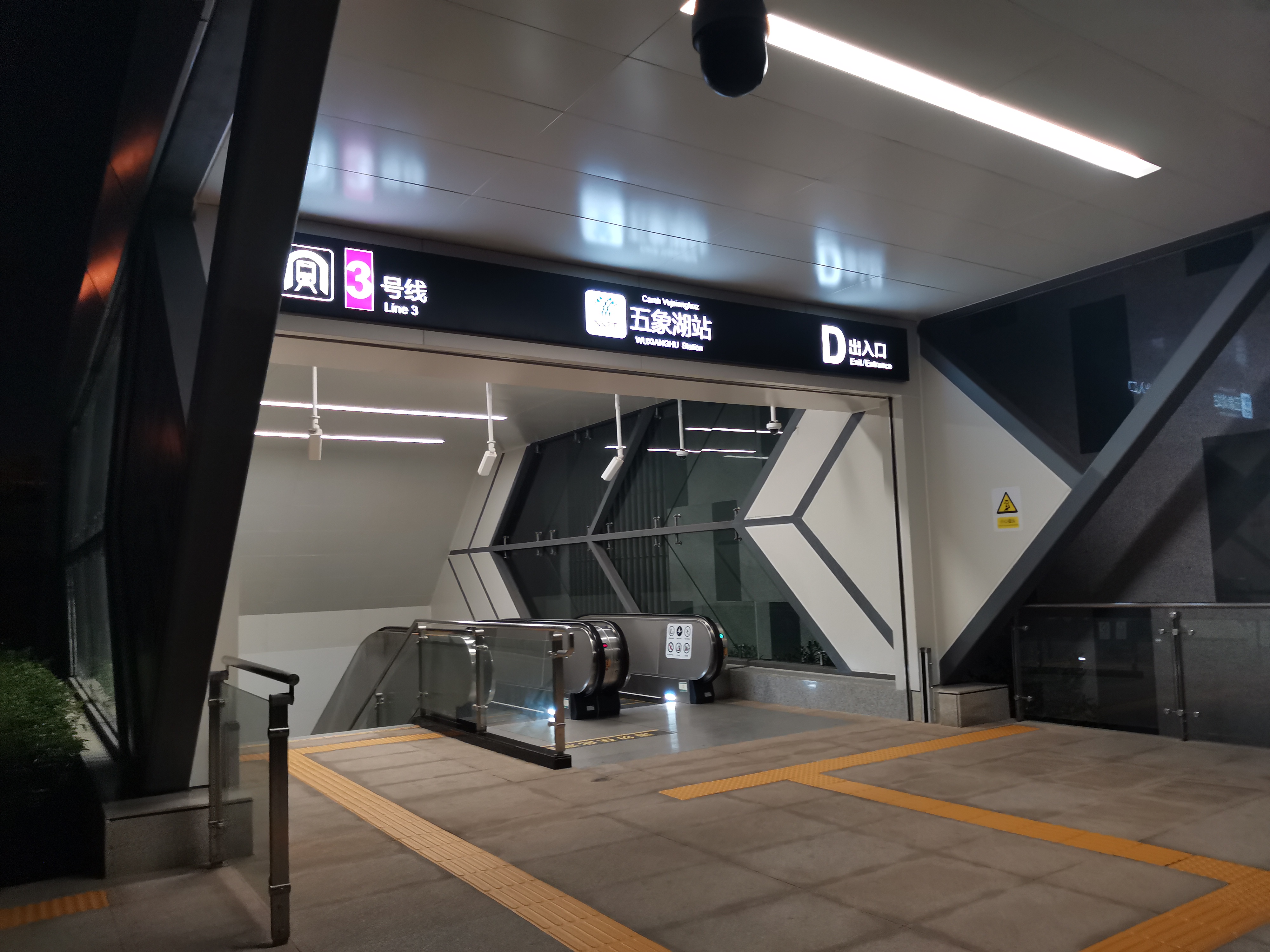
D出口